# Prenner Béla
Prenner Béla (Hárspatak, 1894. április 22. - Érsekújvár, 1983. március 14.) plébános, szentszéki bíró.

## Élete
1918. szeptember 15-én szentelték pappá. Perbetén volt káplán, majd 1923-tól a nagyszombati szeminárium filozófia és pedagógia tanára volt. 1929-től Kőhídgyarmat adminisztrátora, majd 1930-tól plébánosa. 1933-tól egyházi bíró, 1936-tól párkány alesperes. 1938-tól érsekújvári plébános. 1939-től bényi címzetes prépost. 1944-től érseki felügyelő, 1945-től könyvelő. 1945 szeptemberében kiutasították. 1946-tól szőgyéni és nagyölvedi adminisztrátor. Párkányi iskolafelügyelő. 1946-tól Tardoskedden plébános. 1949. december 6. és 1951. február 3. között internálták. 1950 után az olomouc-i egyházi bíróság bírója, 1976-tól érseki tanácsos Olomoucban. 1979-től Érsekújvárott élt nyugalomban. A helyi templom kriptájában nyugszik.

## Művei
- A kath. isk. ügy reformjáról. Magyar Tanító III